# اوسلر، ساسکاچوان
اوسلر، ساسکاچوان (به انگلیسی: Osler, Saskatchewan) یک منطقهٔ مسکونی در کانادا است که در ساسکاچوان واقع شده‌است. اوسلر ۱٬۲۳۷ نفر جمعیت دارد.